# Jessica Lindsey
Jessica Lindsey (Washington D. C., 15 de agosto de 1978) es una actriz estadounidense. Lindsey es principalmente conocida por papeles como Hermia en Now you see me y Julie en No se aceptan devoluciones.

## Filmografía

### Cine
| Año  | Título                               | Personaje | Notas          |
| ---- | ------------------------------------ | --------- | -------------- |
| 2005 | Just Pray                            | Donna     | Cortometraje.  |
| 2012 | The Case of the Missing Garden Gnome | Nora      | Cortometraje.  |
| 2013 | Now you see me                       | Hermia    |                |
| 2013 | No se aceptan devoluciones           | Julie     | antagonista    |
| 2015 | Ladrones                             | Miranda   | Posproducción. |

### Televisión
| Año  | Título                            | Personaje                     | Notas                                    |
| ---- | --------------------------------- | ----------------------------- | ---------------------------------------- |
| 2006 | Will & Grace                      | Chica entrevistando con Grace | 1 episodio: "Cowboys and Iranians".      |
| 2007 | Médium                            | Ariel Dubois (mayor)          | 1 episodio: "Second opinion".            |
| 2008 | Sin rastro                        | Gail Sherman                  | 1 episodio: "A Dollar and a Dream".      |
| 2010 | Law & Order: Special Victims Unit | Tina Meyer                    | 1 episodio: "Ace".                       |
| 2020 | 100 días para enamorarnos         | Doctora                       | Varios episodios de la segunda temporada |
| 2022 | Armas de mujer                    | Daniela                       | 8 episodios                              |